# Ejido Hernández Álvarez
Ejido Hernández Álvarez är en ort i Mexiko.   Den ligger i kommunen San Felipe och delstaten Guanajuato, i den centrala delen av landet, 300 km nordväst om huvudstaden Mexico City. Ejido Hernández Álvarez ligger 2 102 meter över havet och antalet invånare är 518.
Terrängen runt Ejido Hernández Álvarez är varierad, och sluttar österut. Runt Ejido Hernández Álvarez är det ganska glesbefolkat, med 31 invånare per kvadratkilometer. Närmaste större samhälle är San Felipe, 2,6 km söder om Ejido Hernández Álvarez. Trakten runt Ejido Hernández Álvarez består i huvudsak av gräsmarker.